# Lliçà d'Amunt
Lliçà d'Amunt est une commune de la comarque du Vallès Oriental dans la province de Barcelone en Catalogne (Espagne).